# Hasselbock
Hasselbock (Oberea linearis) är en skalbagge i  familjen långhorningar vars larvutveckling är knuten till hassel. Ett annat namn som använts om skalbaggen är mörk cylinderbock.

## Kännetecken
Skalbaggen blir 11–14 millimeter lång och är svart med orangefärgade ben. Till kroppsbyggnaden kännetecknas den av att kroppen är långsmal och cylindrisk, antennerna relativt smala och benen ganska korta. Hanens antenner är något kortare än kroppen. Antennerna hos honan är ytterligare något kortare än hanens. På täckvingarna finns tydliga punkter ordnade i längsgående rader. Även halsskölden och huvudets ovansida är tydligt punkterade. Av skalbaggens huvud syns endast hjässan om man ser den ovanifrån, då huvudet hålls påtagligt nedåtböjt.

### Larv
Hasselbockens larv är vit med lite gult på det första bröstsegmentet. Den har inga synliga ben. Längden är upp till cirka 30 millimeter.

## Utbredning
Hasselbocken förekommer i mellersta och södra Europa, bortsett från Iberiska halvön där den till större delen saknas, och österut till södra Ryssland och Kaukasus. Från de brittiska öarna är den inte känd. I Norden förekommer den sällsynt i Danmark, omkring Oslofjorden och på Öland. Tidigare var den mer spridd i södra Sverige, äldre fynd finns rapporterade från Skåne till Västergötland och Östergötland. Den är inte känd från Finland.
I Sverige är hasselbocken rödlistad som sårbar.

## Levnadssätt
Hasselbockens larvutveckling är knuten till hassel. Hasselbuskar eller hasselbestånd, så kallade hässlen eller hasselrunnor, som inte är för täta och står i soligt och öppet läge är det som väljs för larvutvecklingen. Äggen läggs i årsskotten. Honan gnager innan hon lägger ett ägg nästan helt av toppen på det utvalda skottet, som blir hängande och vissnar. I den kvarstående delen av skottet, just nedanför där hon gnagt av det, lägger honan sedan ägget. Den unga larven lever under barken, men efter en tid gnager den sig in i skottets märg. Det tar två år för larven att utvecklas. Under den tiden gnager larven en gång som går nedåt i skottet, mot stammen. Gången kan bli åtminstone 30–40 centimeter lång. Förpuppningen sker i slutet av maj eller början av juni. Mot slutet av juni och under juli kan de fullbildade skalbaggarna ses sittande på hasselblad.